# Herbstein
Herbstein ist eine Stadt im mittelhessischen Vogelsbergkreis. Seit 1962 ist die Stadt ein anerkannter Luftkurort und seit 2000 zusätzlich ein staatlich anerkanntes Heilbad mit – nach eigenen Angaben – „Hessens höchster Heilquelle“.

## Geografie

### Lage

Der auf einer Bergkuppe gelegene Hauptort, Ansicht von Nordwesten

Herbstein liegt auf einem ehemaligen Vulkankegel an der Ostabdeckung des Vogelsbergs. Die Kernstadt liegt an der Deutschen Märchenstraße, die von Hanau nach Bremen führt. Die Großgemeinde liegt im Naturpark Vulkanregion Vogelsberg und im Geopark Vulkanregion Vogelsberg. Ihr niedrigster geografischer Punkt befindet sich auf 270 m über NN im Bereich Stockhausen, die höchste Erhebung bildet der Geiselstein im Oberwald mit 720 m.

### Stadtgliederung
Die Kommune besteht neben der Kernstadt aus den Stadtteilen Altenschlirf, Lanzenhain, Schlechtenwegen, Steinfurt, Rixfeld, Schadges und Stockhausen.

### Nachbargemeinden
Herbstein grenzt im Norden an die Gemeinde Lautertal, die Kreisstadt Lauterbach und die Gemeinde Wartenberg, im Osten an die Gemeinden Großenlüder und Hosenfeld (beide Landkreis Fulda), im Süden an die Gemeinde Grebenhain sowie im Westen an die Stadt Schotten.

## Geschichte

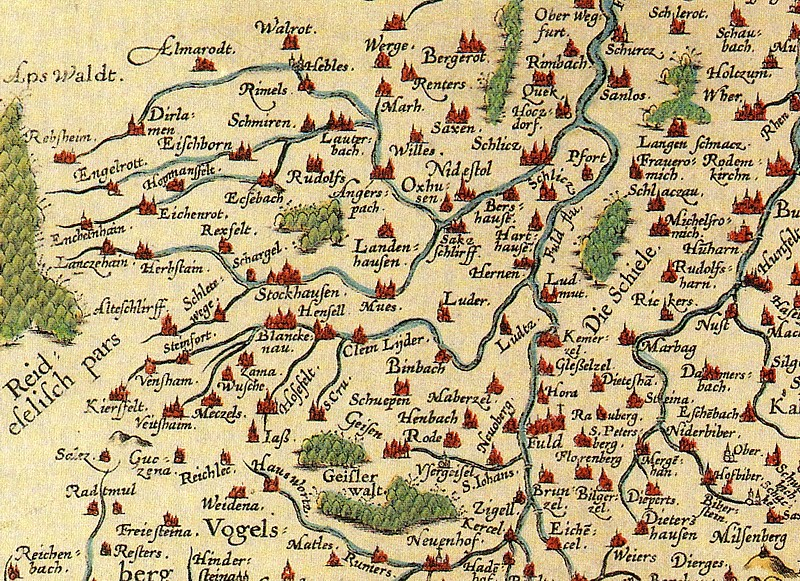
Lage von Herbstein (Herbstain) auf einer Karte des Hochstifts Fulda von 1574

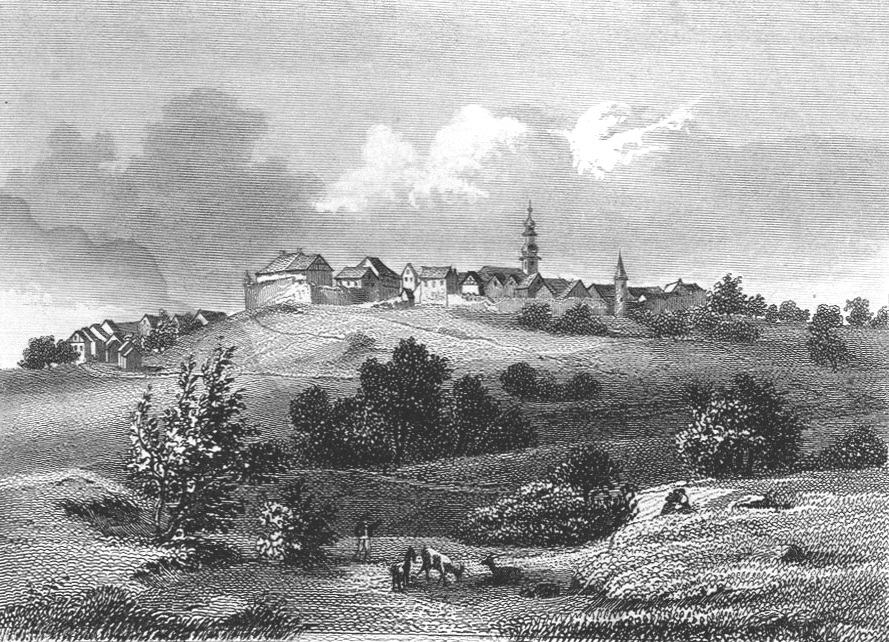
Herbstein 1849

### Mittelalter und Frühe Neuzeit

#### Stadtentwicklung
Die älteste erhaltene Erwähnung von Herbstein, als „Heribrahteshusun“, findet sich in einer Urkunde von 1011, die eine Schenkung an das Kloster Fulda bezeugt und in der es als „villa“ bezeichnet wird.
1262 erhielt der Ort das Stadtrecht, 1545 das Marktrecht und 1722 einen Viehmarkt. 1258–1271 wurde die heute noch erhaltene (und in jüngerer Zeit restaurierte) Stadtmauer errichtet. Sie hat drei Wehrtürme und ist heute an drei Stellen begehbar. Ursprünglich war sie 800 Meter lang und hat eine Wandstärke von 1,40 Meter. Das Mauerwerk besteht aus Basalt. Zur Finanzierung der Befestigung musste die Abtei Fulda Besitz im Gebiet des Stifts Hameln verkaufen. Durch die Mauer erhielt die Stadt ihre heute noch sichtbar wehrhafte Gestalt. Sie liegt weithin sichtbar auf einer Anhöhe. Die Straßenanlage legt sich ringförmig um die Stadtpfarrkirche. Innerhalb der Ringmauer befand sich eine östlich des heutigen Marktplatzes errichtete Burg, die 1642 zerstört wurde. 

#### Recht und Verwaltung
Bis 1803 gehörte die Stadt – nach der Reformation als römisch-katholische Enklave in evangelischem Gebiet, z. B. der Herrschaft Riedesel – zum Hochstift Fulda. Sie gehörte ursprünglich zur fuldischen „Zent Herbstein“. Das war ein umfangreiches Gebiet, das jedoch durch Veräußerungen im Laufe der Zeit verloren ging. Auch Herbstein wurde vielfach verpfändet. Die erste urkundlich bezeugte Verpfändung datiert von 1321. Während die benachbarten Gerichte Krainfeld und Burkhards durch die Veräußerungen dauerhaft für das Hochstift verloren waren, konnte Fulda die Anteile an Herbstein zwischen 1584 und 1613 vollständig zurückerwerben.
Herbstein war zugleich Sitz des Amtes Herbstein des Hochstifts, das dem Oberamt Herbstein zugeordnet war.
Hier galt Fuldisches Recht, das Gemeine Recht nur, wenn das Fuldische Recht für einen Sachverhalt keine Bestimmung enthielt. Das Fuldische Recht blieb auch durch das ganze 19. Jahrhundert geltendes Recht, abgelöst erst durch das ab dem 1. Januar 1900 einheitlich im ganzen Deutschen Reich geltende Bürgerliche Gesetzbuch.

### Herrschaftswechsel
Ab 1802 gehörte Herbstein zunächst zum Fürstentum Nassau-Oranien-Fulda. Es entstand als Abfindung des aus den Niederlanden vertriebenen Statthalters. 1806 besetzte Frankreich das Fürstentum Nassau-Oranien-Fulda. Herbstein stand danach zunächst unter französischer Militärverwaltung. 

### Großherzogtum Hessen
Am 11. Mai 1810 schlossen das Großherzogtum und Frankreich einen Staatsvertrag, mit dem Frankreich Gebiete, die es 1806 besetzt hatte, an das Großherzogtum weiter gab. Der im Mai geschlossene Vertrag wurde von Napoléon aber erst am 17. Oktober 1810 unterschrieben. Das hessische Besitzergreifungspatent datiert daher erst vom 10. November 1810. Die Stadt bildete nun das Amt Herbstein in der Provinz Oberhessen des Großherzogtums, das noch um den Ort Ilbeshausen ergänzt wurde.
Ab 1821 kam es im Großherzogtum Hessen zu einer umfassenden Reform von Justiz, Verwaltung und territorialer Gliederung. Auch auf unterer Ebene erfolgte die Trennung der Rechtsprechung von der Verwaltung und die Ämter wurden aufgelöst. Für die bisher durch die Ämter wahrgenommenen Verwaltungsaufgaben wurden Landratsbezirke geschaffen, für die erstinstanzliche Rechtsprechung Landgerichte. Die bisherigen Aufgaben des Amtes Herbstein wurden hinsichtlich der Verwaltung dem Landratsbezirk Herbstein, die Aufgaben der Rechtsprechung dem Landgericht Altenschlirf im Bezirk des Hofgerichts Gießen übertragen. 1853 wurde das Landgericht nach Herbstein verlegt. Anlässlich der Einführung des Gerichtsverfassungsgesetzes mit Wirkung vom 1. Oktober 1879, infolge derer die bisherigen großherzoglich hessischen Landgerichte durch Amtsgerichte an gleicher Stelle ersetzt wurden, kam es zur Umbenennung in „Amtsgericht Herbstein“ und Zuteilung zum Bezirk des Landgerichts Gießen. „Landgericht“ bezeichnete nun die Gerichte zweiter Instanz. Ab 1943 wurde das Amtsgericht Herbstein nur noch als Zweigstelle des Amtsgerichts Lauterbach betrieben, bevor es 1968 endgültig aufgelöst und dem Amtsgerichtsbereich Lauterbach zugeschlagen wurde.

### Weimarer Republik
Nach dem Ersten Weltkrieg, zu Zeiten der Weimarer Republik, als Herbstein als Teil des Kreises Lauterbach zum Volksstaat Hessen gehörte, blieb die Stadt mit ihrer weit überwiegend katholischen Bevölkerung bei sämtlichen freien Wahlen eine Hochburg der Zentrumspartei. Während seit 1930 die NSDAP in den anderen evangelisch geprägten Städten und Gemeinden des Vogelsbergs die Mehrheit der Bevölkerung hinter sich wusste, votierten noch bei Reichstagswahl März 1933, also nach der Machtübernahme Hitlers, 78 Prozent der Wahlberechtigten Herbsteins für das Zentrum, während die NSDAP lediglich 18 Prozent der abgegebenen gültigen Stimmen erreichte.

### Weitere Stadtentwicklung
1907 zerstörte ein großflächiger Brand 64 Gebäude in der Innenstadt. Das daraufhin 1910 neu-errichtete Rathaus ist ein markanter Fachwerkbau mit reichen Fachwerkverzierungen. Das Stadtwirtshaus im Westflügel war seit 1919 für hundert Jahre in Privatbesitz. Anschließend wurde dieser Gebäudeteil von der Stadt Herbstein gekauft und ist nach Umbau Teil der Stadtverwaltung geworden. Daneben befindet sich das einstige Amtshaus des Stadtschultheißen, der bis 1802 offizieller Vertreter der Fürstabtei Fulda in der Stadt war. Das aus dem 16. Jahrhundert stammende Gebäude beherbergt heute die Stadt-Apotheke. 
1948 ist der Gemeinde durch den Hessischen Minister des Innern erneut das Stadtrecht und die Führung der Bezeichnung „Stadt Herbstein“ verliehen worden.

### Hessische Gebietsreform
Im Rahmen der Gebietsreform in Hessen wurden sieben ehemals selbständige Gemeinden mit weit überwiegend evangelischer Bevölkerung in die katholisch geprägte Stadt Herbstein eingegliedert. Es handelt sich um die Dörfer Altenschlirf, Lanzenhain, Schlechtenwegen und Steinfurt, die mit Wirkung vom 31. Dezember 1971, sowie um Rixfeld, Schadges und Stockhausen, die am 1. August 1972 durch Landesgesetz eingemeindet wurden.

### Verwaltungsgeschichte im Überblick
Die folgende Liste zeigt die Staaten und Verwaltungseinheiten, denen Herbstein angehört(e):
- vor 1803: Heiliges Römisches Reich, Hochstift Fulda, Oberamt Herbstein
- ab 1803: Heiliges Römisches Reich,  Fürstentum Nassau-Oranien-Fulda,[Anm. 2] Amt Herbstein
- ab 1806: Fürstentum Fulda,[Anm. 3] Amt Herbstein (Primatialstaat des Karl Theodor von Dalberg)
- ab 1810: Großherzogtum Hessen, Regierungsbezirk Gießen, Amt Herbstein
- ab 1815: Großherzogtum Hessen, Provinz Oberhessen, Amt Herbstein
- ab 1821: Großherzogtum Hessen, Provinz Oberhessen, Landratsbezirk Herbstein[Anm. 4]
- ab 1825: Großherzogtum Hessen, Provinz Oberhessen, Landratsbezirk Lauterbach
- ab 1848: Großherzogtum Hessen, Regierungsbezirk Alsfeld
- ab 1852: Großherzogtum Hessen, Provinz Oberhessen, Kreis Lauterbach
- ab 1867: Norddeutscher Bund, Großherzogtum Hessen, Provinz Oberhessen, Kreis Lauterbach
- ab 1871: Deutsches Reich, Großherzogtum Hessen, Provinz Oberhessen, Kreis Lauterbach
- ab 1918: Deutsches Reich, Volksstaat Hessen, Provinz Oberhessen, Kreis Lauterbach
- ab 1938: Deutsches Reich, Volksstaat Hessen, Landkreis Lauterbach[17][Anm. 5]
- ab 1945: Deutsches Reich, Amerikanische Besatzungszone,[Anm. 6] Groß-Hessen, Regierungsbezirk Darmstadt, Landkreis Lauterbach
- ab 1946: Deutsches Reich, Amerikanische Besatzungszone, Hessen, Regierungsbezirk Darmstadt, Landkreis Lauterbach
- ab 1949: Bundesrepublik Deutschland, Hessen, Regierungsbezirk Darmstadt, Landkreis Lauterbach
- ab 1972: Bundesrepublik Deutschland, Hessen, Regierungsbezirk Darmstadt, Vogelsbergkreis
- ab 1981: Bundesrepublik Deutschland, Hessen, Regierungsbezirk Gießen, Vogelsbergkreis

### Einwohnerentwicklung
Quelle: Historisches Ortslexikon
- 1961: 268 evangelische (= 15,71 %) und 1436 (= 84,17 %) katholische Einwohner

| Herbstein: Einwohnerzahlen von 1834 bis 2015 | Herbstein: Einwohnerzahlen von 1834 bis 2015 | Herbstein: Einwohnerzahlen von 1834 bis 2015 | Herbstein: Einwohnerzahlen von 1834 bis 2015 | Herbstein: Einwohnerzahlen von 1834 bis 2015 |
| --- | -------------------------------------------- | -------------------------------------------- | -------------------------------------------- | -------------------------------------------- |
| Jahr |                                              |                                              |                                              | Einwohner                                    |
| 1834 | 1834                                         |                                              | 1.620                                        | 1.620                                        |
| 1840 | 1840                                         |                                              | 1.694                                        | 1.694                                        |
| 1846 | 1846                                         |                                              | 1.832                                        | 1.832                                        |
| 1852 | 1852                                         |                                              | 1.919                                        | 1.919                                        |
| 1858 | 1858                                         |                                              | 2.115                                        | 2.115                                        |
| 1864 | 1864                                         |                                              | 1.811                                        | 1.811                                        |
| 1871 | 1871                                         |                                              | 1.745                                        | 1.745                                        |
| 1875 | 1875                                         |                                              | 1.718                                        | 1.718                                        |
| 1885 | 1885                                         |                                              | 1.700                                        | 1.700                                        |
| 1895 | 1895                                         |                                              | 1.676                                        | 1.676                                        |
| 1905 | 1905                                         |                                              | 1.600                                        | 1.600                                        |
| 1910 | 1910                                         |                                              | 1.644                                        | 1.644                                        |
| 1925 | 1925                                         |                                              | 1.560                                        | 1.560                                        |
| 1939 | 1939                                         |                                              | 1.606                                        | 1.606                                        |
| 1946 | 1946                                         |                                              | 2.125                                        | 2.125                                        |
| 1950 | 1950                                         |                                              | 2.072                                        | 2.072                                        |
| 1956 | 1956                                         |                                              | 1.793                                        | 1.793                                        |
| 1961 | 1961                                         |                                              | 1.706                                        | 1.706                                        |
| 1967 | 1967                                         |                                              | 1.911                                        | 1.911                                        |
| 1970 | 1970                                         |                                              | 1.882                                        | 1.882                                        |
| 1972 | 1972                                         |                                              | 4.757                                        | 4.757                                        |
| 1976 | 1976                                         |                                              | 4.748                                        | 4.748                                        |
| 1984 | 1984                                         |                                              | 4.471                                        | 4.471                                        |
| 1988 | 1988                                         |                                              | 4.665                                        | 4.665                                        |
| 1992 | 1992                                         |                                              | 5.140                                        | 5.140                                        |
| 2000 | 2000                                         |                                              | 5.200                                        | 5.200                                        |
| 2010 | 2010                                         |                                              | 4.870                                        | 4.870                                        |
| 2015 | 2015                                         |                                              | 4.800                                        | 4.800                                        |
| Datenquelle: Historisches Gemeindeverzeichnis für Hessen: Die Bevölkerung der Gemeinden 1834 bis 1967. Wiesbaden: Hessisches Statistisches Landesamt, 1968. Weitere Quellen: ; 1972:; 1976:; 1984:; 1988:; 1992:; 2000:; 2010: Ab 1972 einschließlich der im Zuge der Gebietsreform in Hessen eingegliederten Orte. |                                              |                                              |                                              |                                              |

## Religion

### Katholische Kirche St. Jakobus
Die Bevölkerung Herbsteins ist weit überwiegend katholisch, weil es jahrhundertelang zum Hochstift Fulda gehörte. Die katholische Kirche St. Jakobus in Herbstein  bildet den Mittelpunkt der Stadtanlage. Die Pfarrkirche ist ein dreischiffiger, in der Höhe gedrückter Hallenbau um 1500. Beiderseits des Westturms und zu beiden Seiten des Chores wurden Ende des 17. Jahrhunderts Seitenräume mit Arkadenöffnungen zum Innenraum angefügt. Ihr Inneres wird durch Schnitzereien, Reliefe und Fresken geschmückt, darunter die überlebensgroße Mondsichelmadonna am ersten rechten Mittelpfeiler im Langhaus. Sie stammt aus dem 16. Jh.  Aus dem Ende des 15. Jh. stammen die Fresken der Kreuzigungsgruppe, sowie das Schweißtuch der heiligen Veronika und St. Michael im Kampf mit Zeichnung der Gewandung und der Gestik. Außerdem befindet sich dort die Darstellung des hl. Michael mit dem Schutzmantelmotiv, darunter die Leidenswerkzeuge Christi. Auf dem Hochaltar ist die Kreuzigungsgruppe (um 1700). Dazu finden sich spätgotischen Statuen von Petrus und Paulus (Anfang 16. Jh.), ein barockes Vesperbild (um 1700) und der Hl. Jakobus (1. Hälfte 16. Jh.) Die Kirche ist heute eine bedeutende Station zur Besinnung für Wanderer und Pilger auf dem  Abschnitt des Jakobswegs, der von Bremen (Geisa) in Thüringen bis Münzenberg in der Wetterau führt.

### Evangelische Kirche
Die evangelische Kirche in Herbstein befindet sich neben dem Rathaus an der Stadtmauer. Sie wurde 1882 eingeweiht und 1888 mit einem Turm versehen. Ihr Inneres wird durch Wandgemälde aus der Feder des Kirchenmalers Kurt Scriba geziert. Die Kanzel stammt aus der 1873 abgebrochenen Lauterbacher Totenkapelle. Der Flügelaltar, der die Auferstehung Christi zeigt, wurde zum 100-jährigen Bestehen der Kirche von Scriba gestiftet.

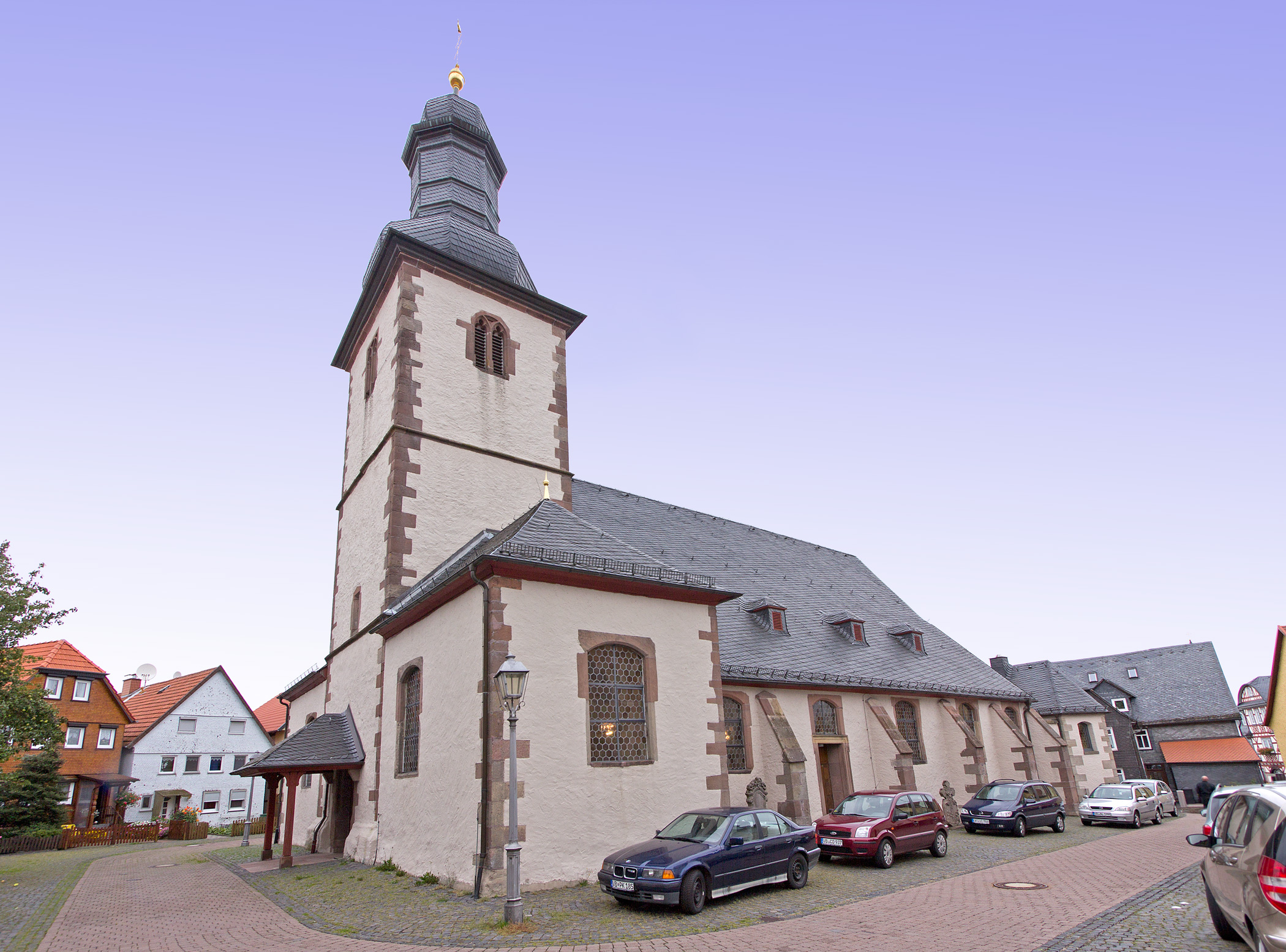
Katholische Kirche St. Jakobus
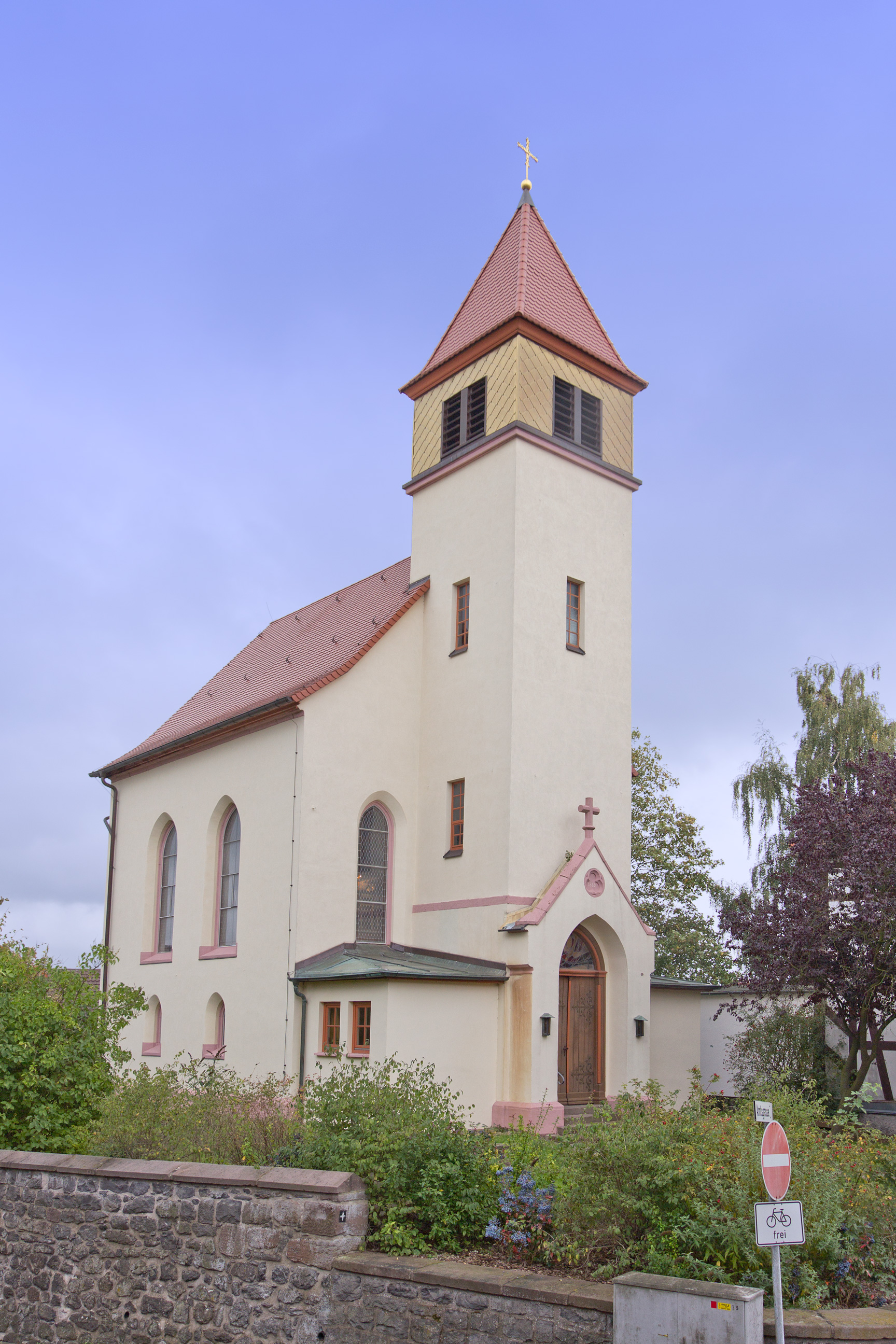
Evangelische Kirche

## Politik

### Stadtverordnetenversammlung
Die Kommunalwahl am 14. März 2021 lieferte folgendes Ergebnis, in Vergleich gesetzt zu früheren Kommunalwahlen:
| Sitzverteilung in der Stadtverordnetenversammlung 2021Insgesamt 23 Sitze - CDU: 11 - SPD: 7 - FW: 5 | Parteien und Wählergemeinschaften | Parteien und Wählergemeinschaften           | % 2021 | Sitze 2021 | % 2016 | Sitze 2016 | % 2011 | Sitze 2011 | % 2006 | Sitze 2006 | % 2001 | Sitze 2001 |
| Sitzverteilung in der Stadtverordnetenversammlung 2021Insgesamt 23 Sitze - CDU: 11 - SPD: 7 - FW: 5 | CDU                               | Christlich Demokratische Union Deutschlands | 48,5   | 11         | 43,3   | 10         | 38,3   | 9          | 38,2   | 12         | 43,5   | 13         |
| Sitzverteilung in der Stadtverordnetenversammlung 2021Insgesamt 23 Sitze - CDU: 11 - SPD: 7 - FW: 5 | SPD                               | Sozialdemokratische Partei Deutschlands     | 29,8   | 7          | 30,3   | 7          | 31,2   | 7          | 27,4   | 8          | 31,0   | 10         |
| Sitzverteilung in der Stadtverordnetenversammlung 2021Insgesamt 23 Sitze - CDU: 11 - SPD: 7 - FW: 5 | FW0                               | Freie Wähler                                | 21,7   | 5          | 26,4   | 6          | 30,6   | 7          | 34,5   | 11         | 25,6   | 8          |
| Sitzverteilung in der Stadtverordnetenversammlung 2021Insgesamt 23 Sitze - CDU: 11 - SPD: 7 - FW: 5 | Gesamt                            | Gesamt                                      | 100 %  | 23         | 100 %  | 23         | 100 %  | 23         | 100 %  | 31         | 100 %  | 31         |
| Sitzverteilung in der Stadtverordnetenversammlung 2021Insgesamt 23 Sitze - CDU: 11 - SPD: 7 - FW: 5 | Wahlbeteiligung                   | Wahlbeteiligung                             | 60,7 % | 60,7 %     | 58,1 % | 58,1 %     | 53,3 % | 53,3 %     | 49,7 % | 49,7 %     | 56,2 % | 56,2 %     |

### Bürgermeister
Nach der hessischen Kommunalverfassung wird der Bürgermeister für eine sechsjährige Amtszeit gewählt, seit dem Jahr 1993 in einer Direktwahl, und ist Vorsitzender des Magistrats, dem in der Stadt Herbstein neben dem Bürgermeister ehrenamtlich ein Erster Stadtrat und acht weitere Stadträte angehören. Bürgermeisterin ist seit dem 31. März 2024 die parteiunabhängige Astrid Staubach. Sie wurde als Nachfolgerin von Bernhard Ziegler, der nach vier Amtszeiten nicht wieder kandidiert hatte, am 8. Oktober 2023 im ersten Wahlgang ohne Gegenkandidaten bei 71,0 Prozent Wahlbeteiligung mit 78,0 Prozent der Stimmen gewählt.
Amtszeiten der Bürgermeister
- 2024–2030 Astrid Staubach[30]
- 2000–2024 Bernhard Ziegler[33]
- 1991–2000 Manfred Pfeil
- 1961–1991 Lothar Wyrtki (1929–2011)[34]

### Wappen und Flagge
Wappen

Blasonierung: „In goldenem Schilde der aus einem von zwei gekreuzten roten Pilgerstäben belegten Schildchen wachsende Heilige Jakobus der Ältere in silbernem Untergewand und rotem Mantel; in der Rechten eine rote Pilgerflasche, in der Linken einen roten Pilgerstab haltend.“
Das Recht zur Führung eines Wappens wurde der Stadt Herbstein am 1. März 1952 durch den Hessischen Innenminister verliehen.
Gestaltet wurde es durch den Darmstädter Heraldiker Georg Massoth. Meist wird jedoch eine von Heinz Ritt in den 1960er Jahren gestaltete Version verwendet.
Es entstand aus Siegeln, die seit 1391 verwendet wurden. In diesen ist lediglich der heutige Herzschild, die beiden gekreuzten Pilgerstäbe enthalten. Oberhalb dieses Siegelbildes steht als Schildhalter der Apostel Jakobus, der Patron der Stadt.
Bei der Entstehung des heutigen Stadtwappens wurde – aus heraldischer Sicht fälschlicherweise – der Schildhalter in das Wappen mit aufgenommen. Erstmals trat dieses geschichtlich inkorrekte Version bei Otto Hupp auf.
 Flagge 
Die Flagge wurde der Stadt am 8. Januar 1962 genehmigt und wird wie folgt beschrieben: 
„Auf der breiten weißen Mittelbahn des rot-weiß-roten Flaggentuches das Wappen der Stadt Herbstein.“

### Partnerschaften
Die Stadt Herbstein unterhält partnerschaftliche Beziehungen zur belgischen Gemeinde Oelegem (heute Teil der Gemeinde Ranst bei Antwerpen) seit 1968 und zur Stadt Hévíz in Ungarn seit 1995.

## Kultur und Sehenswürdigkeiten

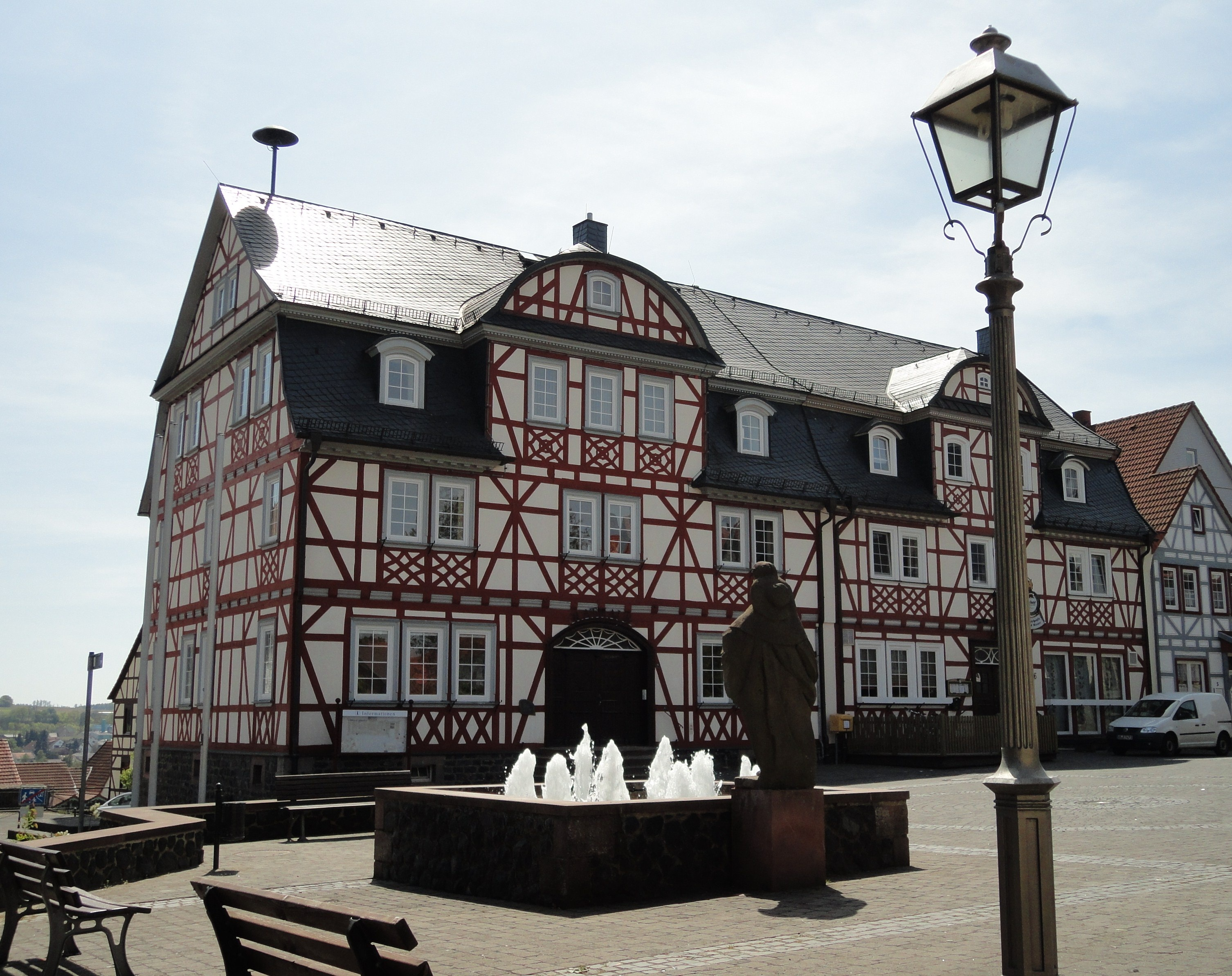
Rathaus mit Jakobusbrunnen

### Museen
In Herbstein befindet sich ein „Fastnachtsmuseum“. Dieses Museum erinnert an die seit 1672 bestehende Fastnachtstradition des Ortes. Es wurde 1983 in dem Gebäude des ehemaligen Amtsgerichts eröffnet und ist seit Mai 2008 mit dem „STATT-Museum“ in der Obergasse 7 vereinigt, das ein Apothekerzimmer aus dem 19. Jahrhundert, eine Puppensammlung, das ehemalige Bürgermeisterzimmer und eine optisch-akustische Darstellung des Stadtbrands von 1907 zeigt.

### Bibelpark

Das Kolping-Feriendorf (Vogelsbergdorf) oberhalb der Stadt

Im Sommer 2011 wurde auf dem Gelände des Kolping-Feriendorfs, entlang der Premium-Wanderwege Vulkanring und Felsentour Herbstein, der „erste Bibelpark Deutschlands“ eröffnet. Hier sind Bauwerke aus dem Alten Testament in Holzbauweise nachgebaut. Viele von ihnen entstanden in Seminaren und kirchlichen Rüstzeiten, die im Kolping-Feriendorf stattfanden, bei denen Bundeswehrsoldaten aus den Einsatzgebieten ihre Erlebnisse verarbeiteten. Manche Arrangements, wie die Arche Noah oder der Turmbau zu Babel, sind begehbar und auch als Kinderspielgeräte benutzbar. Der Park ist barrierefrei erreichbar; ein Eintritt wird nicht erhoben.

### Burg-Gewölbekeller
Das Herbsteiner Gewölbe ist ein System an Kellern und Gängen in etwa 10 Metern Tiefe unter der östlichen Stadtmauer, das 1975 für den Fremdenverkehr restauriert wurde und in Teilen heute im Rahmen von Führungen zugänglich ist. Seine vulkanologische Entstehung ist einem gashaltigen Vulkanausbruch zuzuschreiben, der Schlacken und vulkanische Aschen (Tuff) nach oben förderte. Diese Schicht unterlag nicht der Erosion, da diese später von einem weiteren Ausbruch überdeckt wurde, der nach der Abkühlungsphase erhärtete und die Tuffschicht konservierte. Im Mittelalter wurde die leicht zu bearbeitende Schicht ausgehöhlt – es entstand ein Keller, der u. a. in den Komplex der Herbsteiner Burganlage einbezogen wurde. Die Rotfärbung der Gewölbekellerwände deutet auf tropisch-hohe Temperaturen nach dem Vulkanausbruch hin, der lateritfarbene Eisenoxide entstehen ließ. 2011 wurde die Anlage von der Deutschen Vulkanologischen Gesellschaft – Sektion Vogelsberg mit der Auszeichnung „Geotop des Jahres“ bedacht.

Bilder von Sehenswürdigkeiten
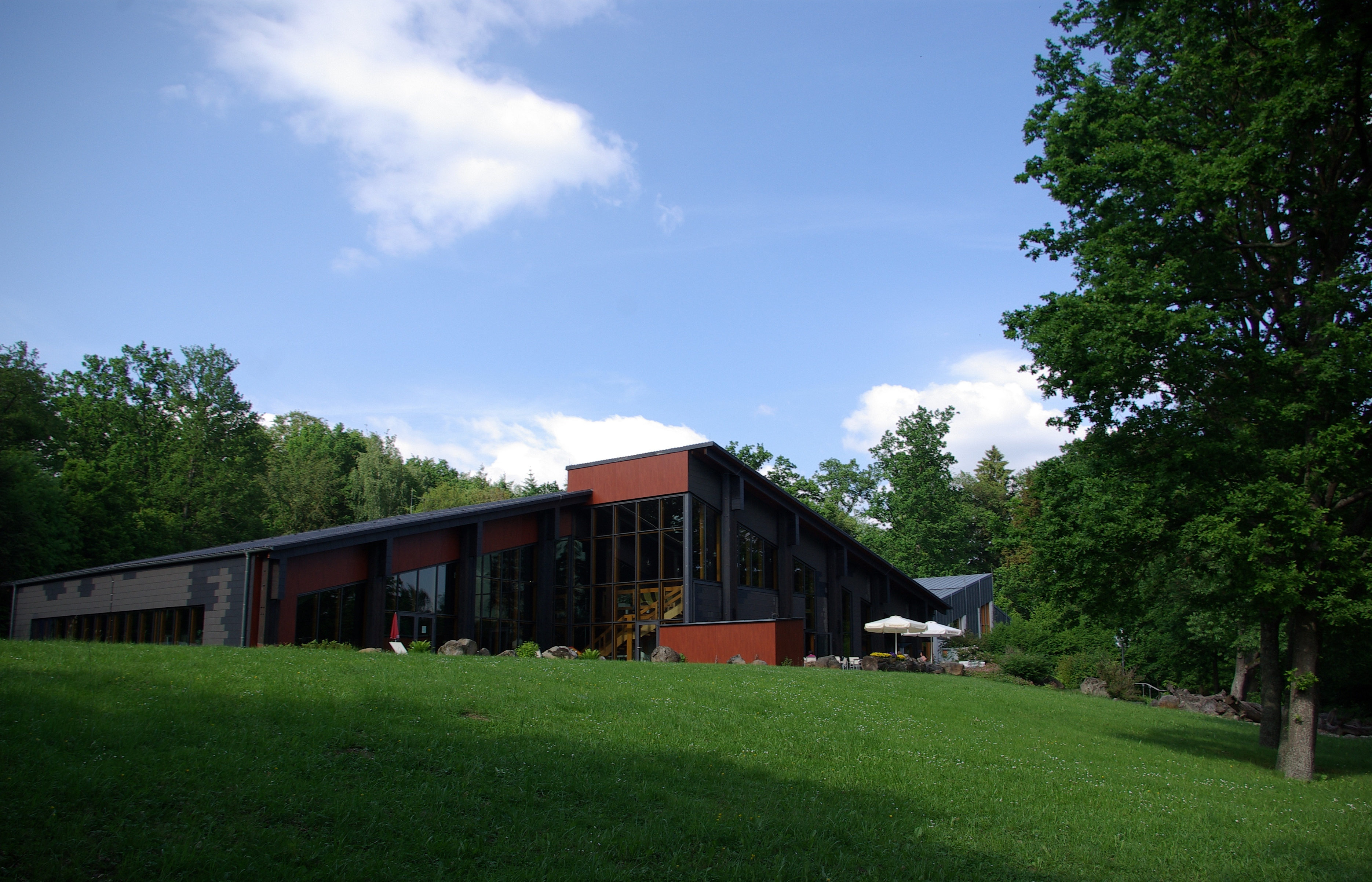
Vulkantherme
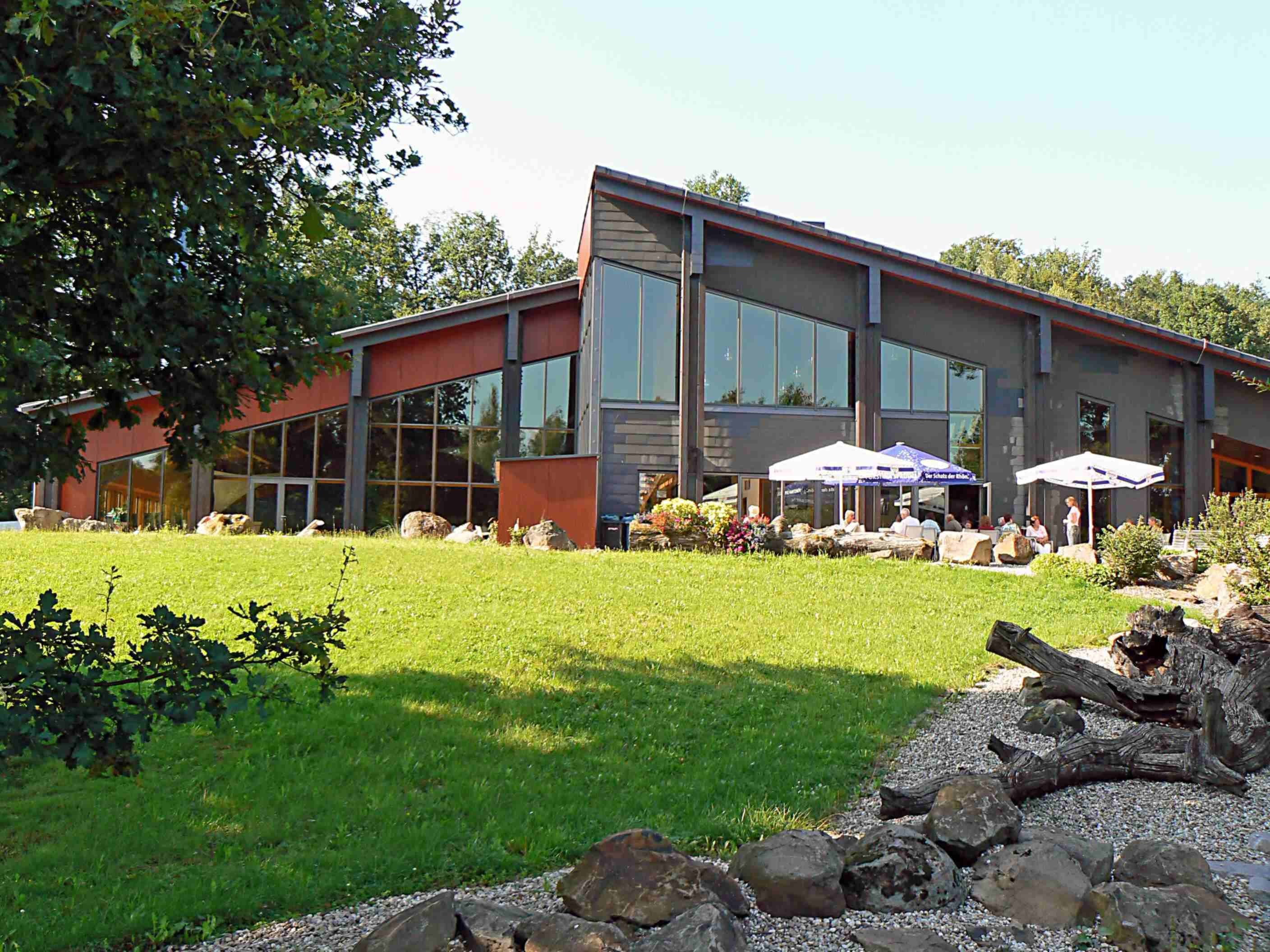
Vulkantherme mit Caféhaus-Terrasse
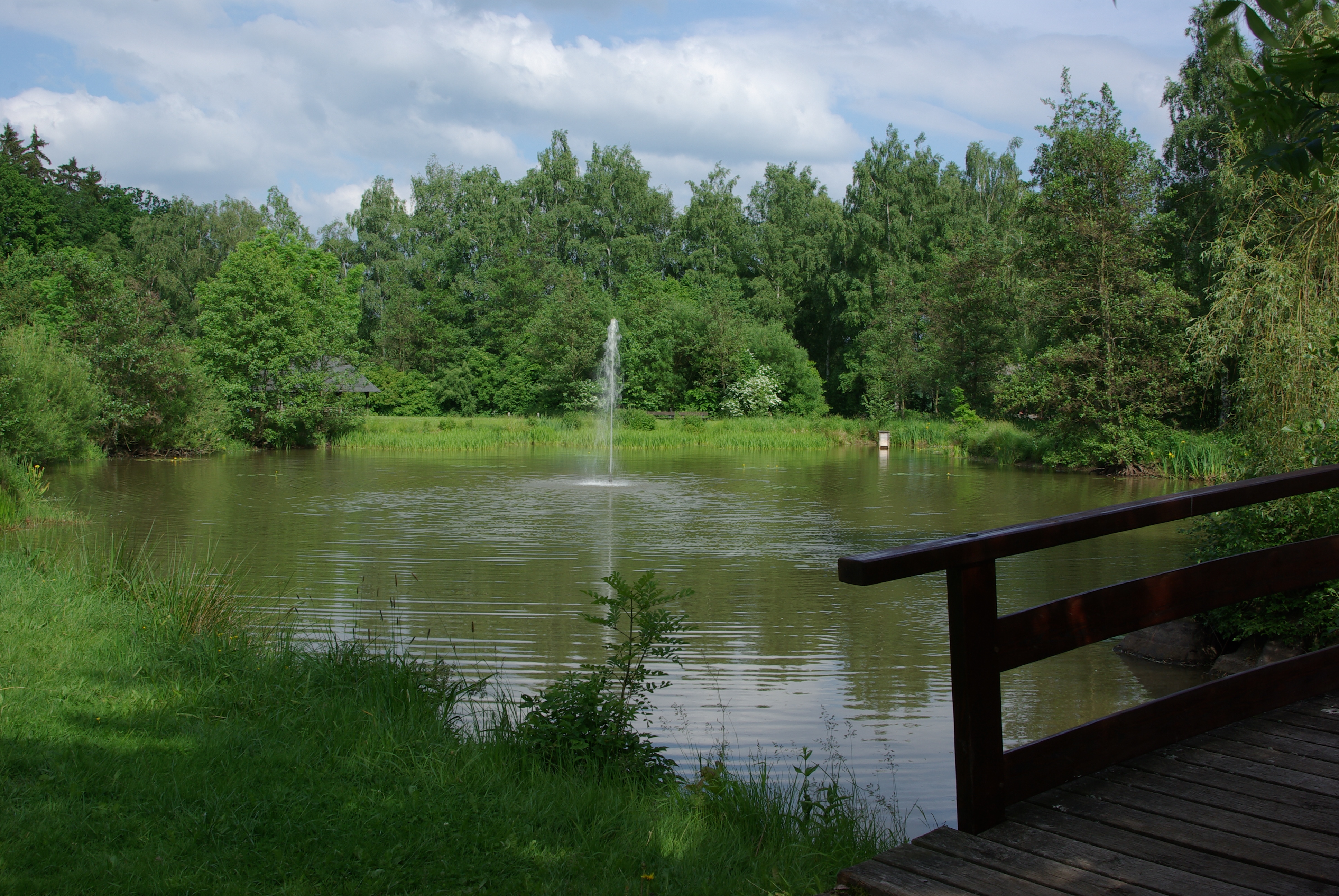
Parkanlage an der Vulkantherme
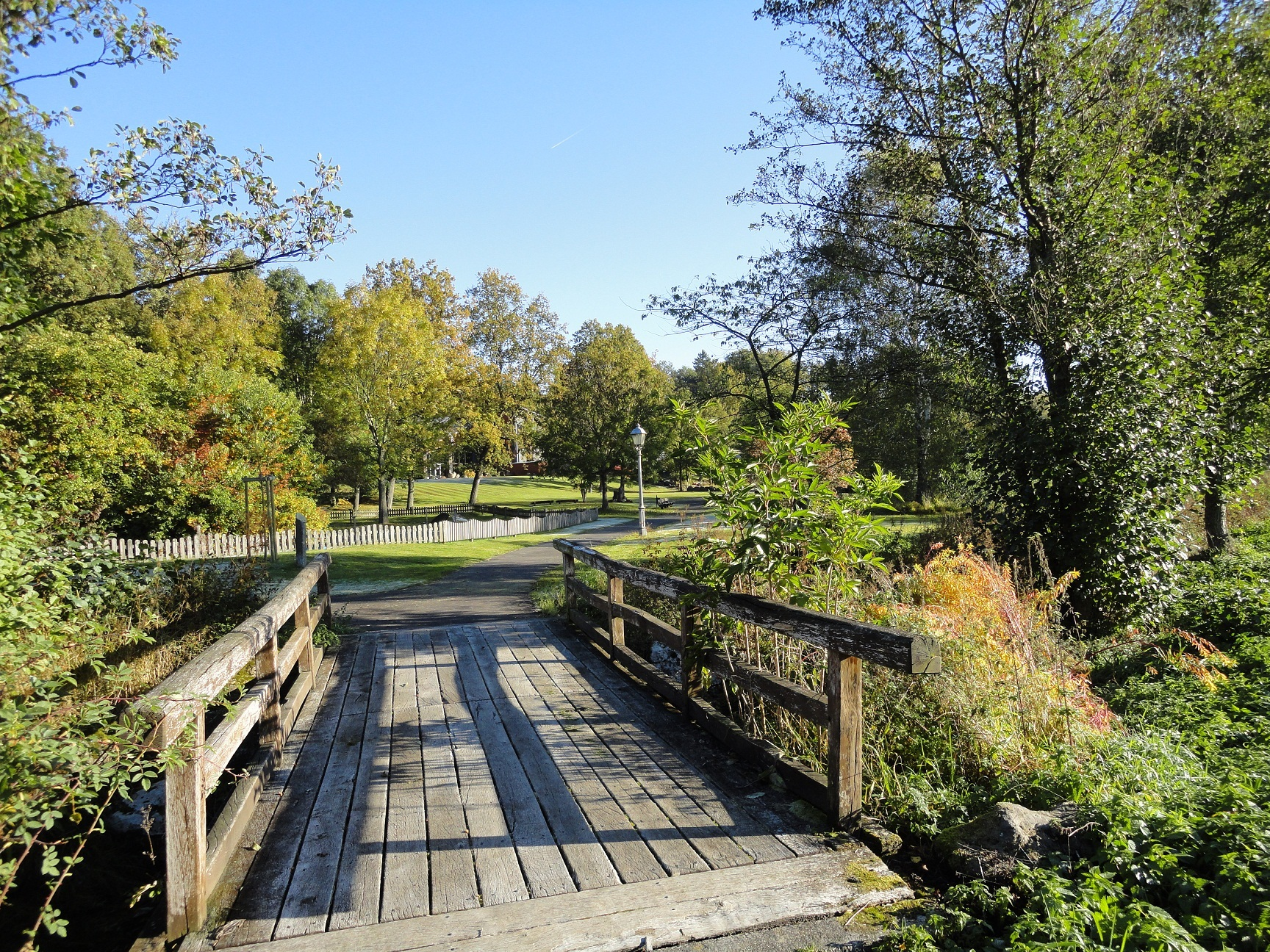
Brücke im Kurpark
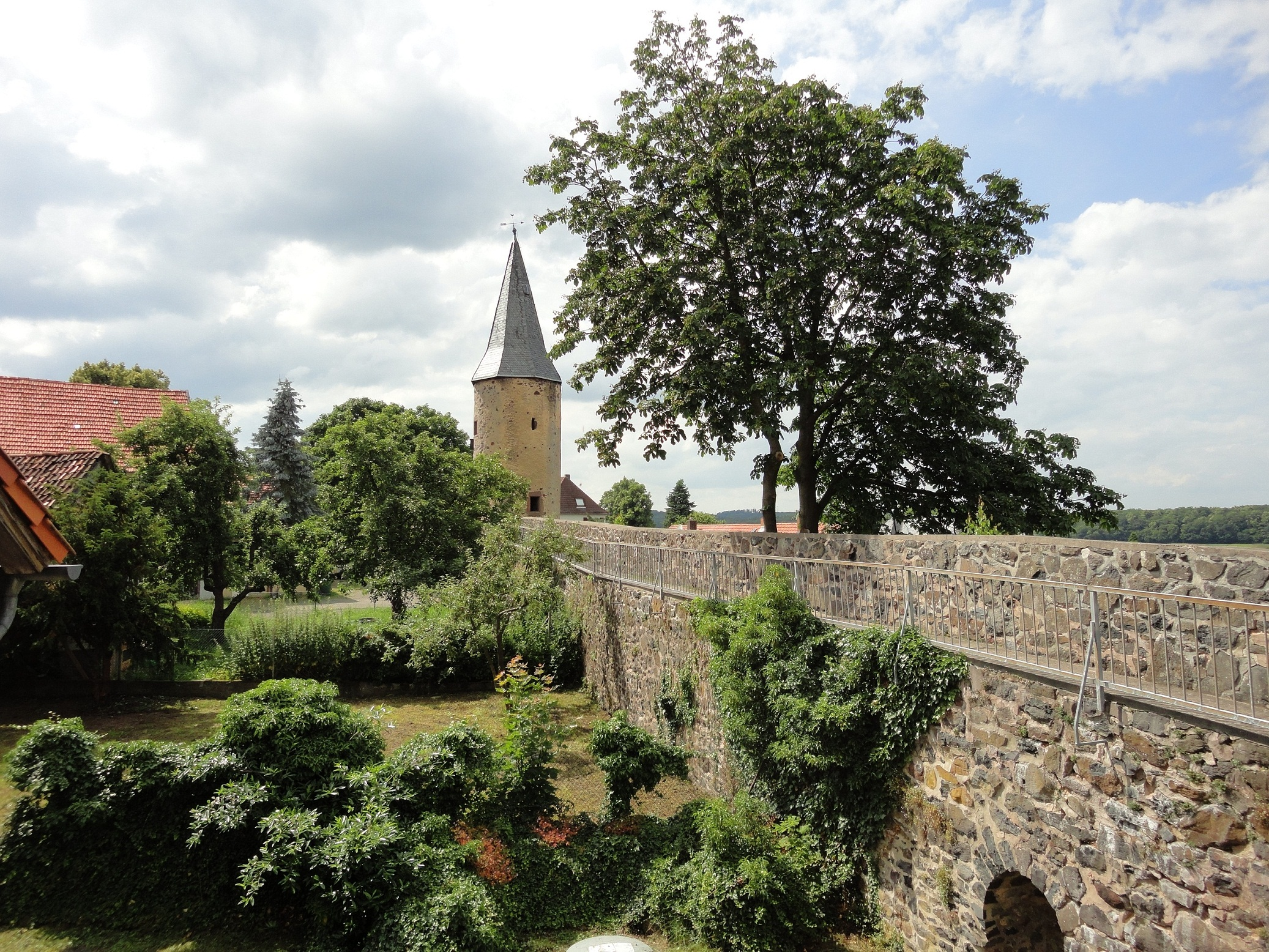
Stadtmauer mit Eulenturm
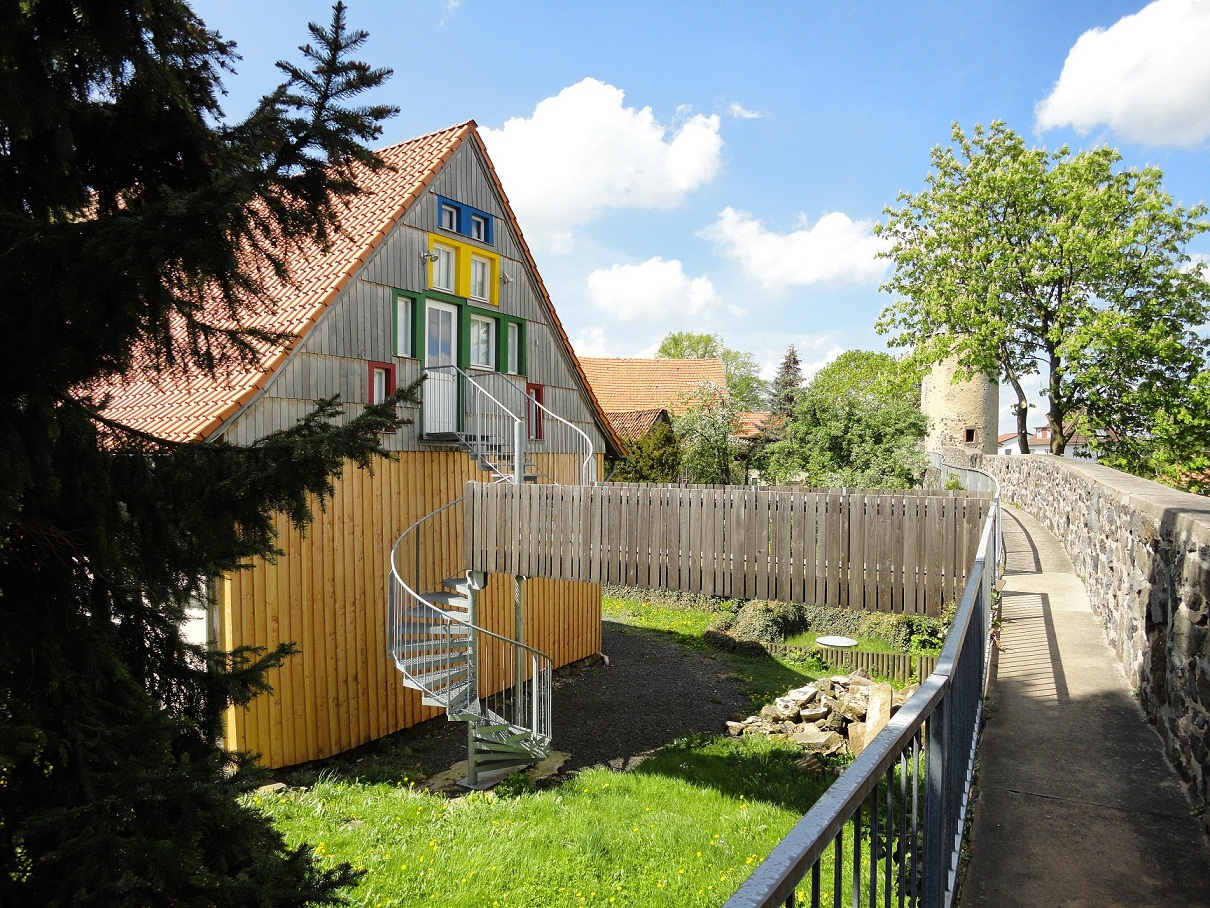
Blick von der Stadtmauer auf das Fastnachts- und STATT-Museum
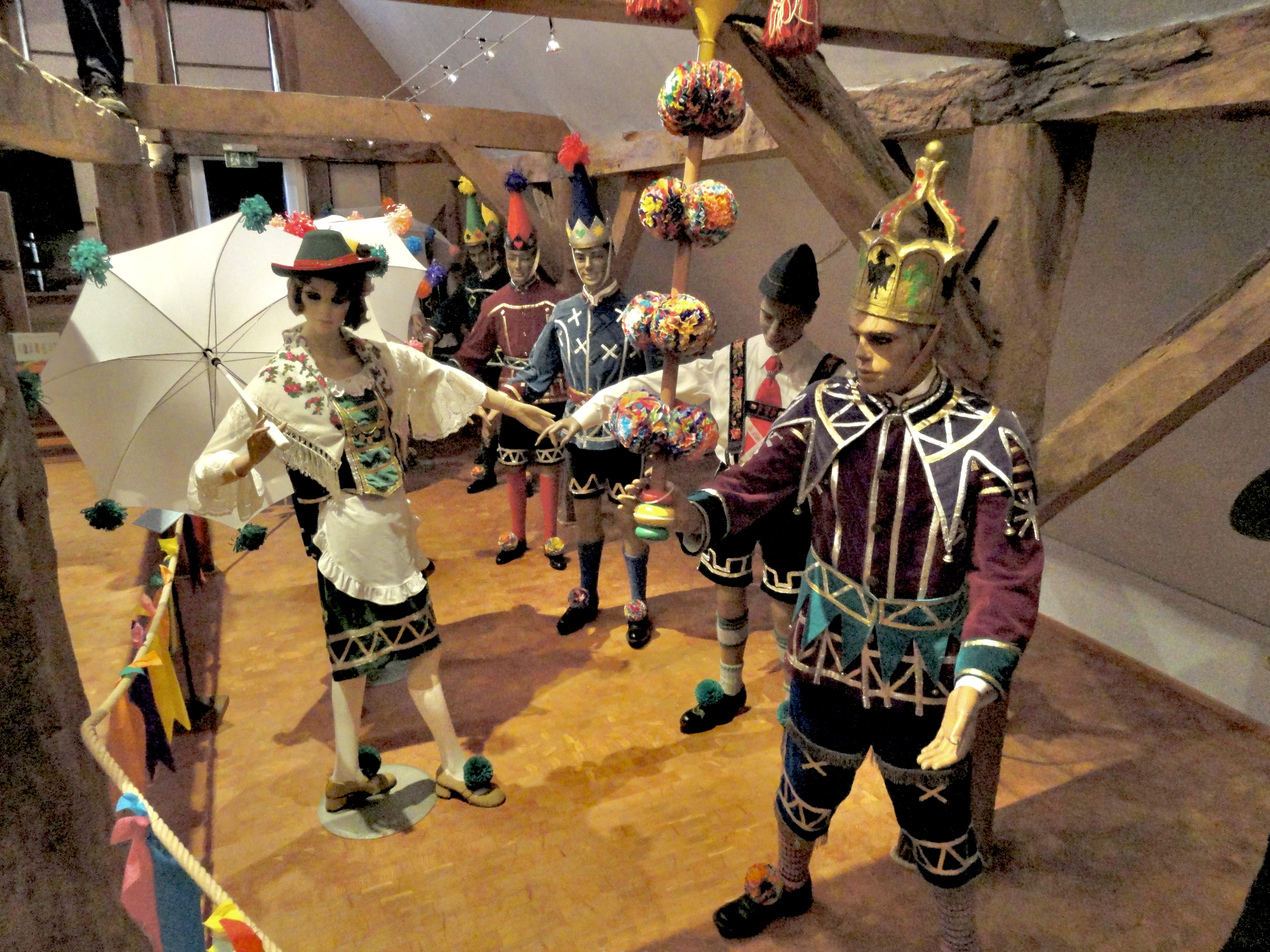
Bajazz und Tiroler Pärchen – Traditionsfiguren der Herbsteiner Fastnacht
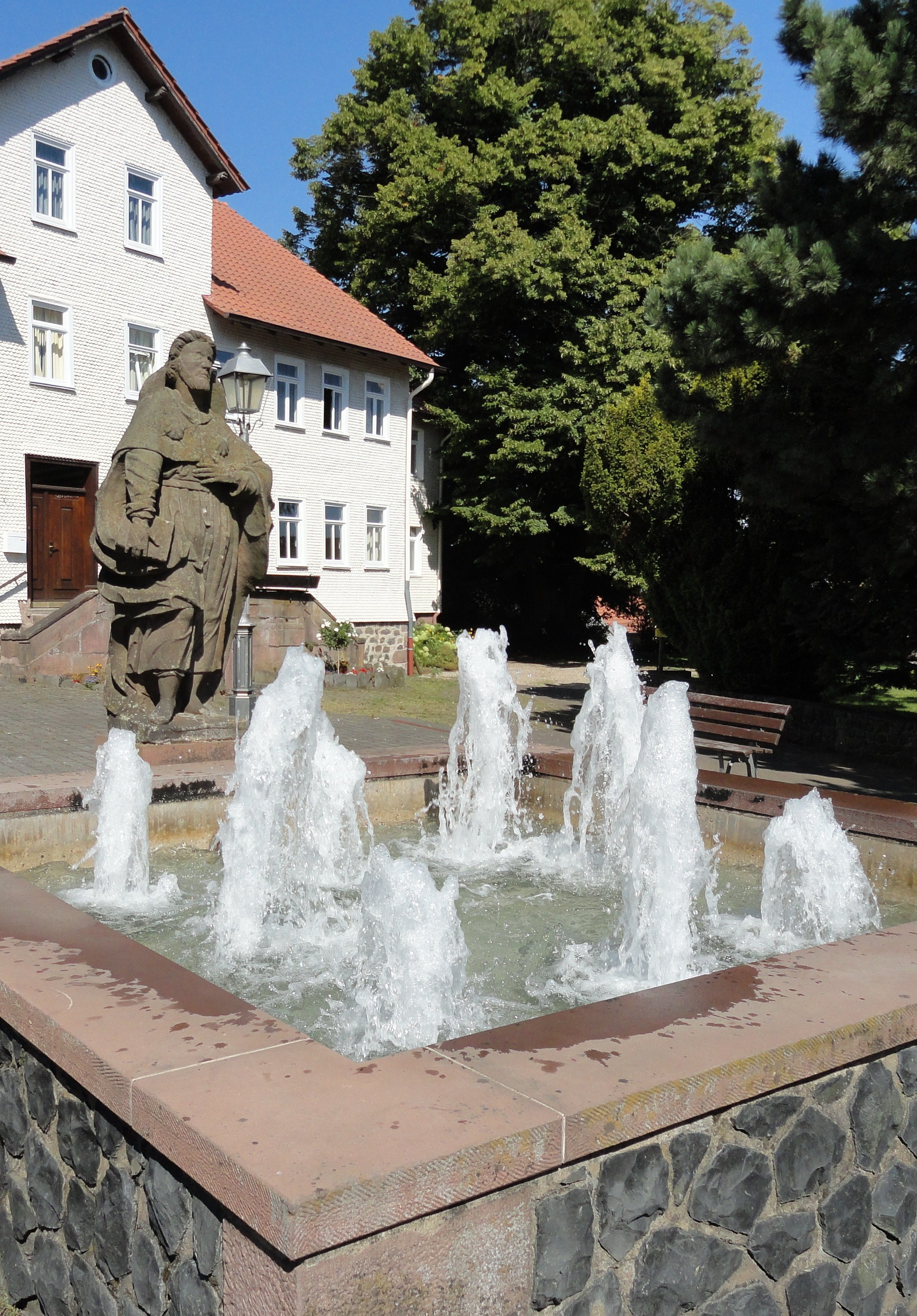
Jakobusbrunnen

### Regelmäßige Veranstaltungen
- Herbsteiner Rosenmontagsumzug mit dem Springerzug. Statt eines Karnevalsprinzen ist hier der Bajazz die Hauptfigur. Deutschlandweit wohl einmalig, führt er den rund vierstündigen Umzug an. Ihm folgen das sogenannte Tiroler Pärchen und fünf weitere traditionell kostümierte Springtanz-Paare, wobei auch die Rollen der Tänzerinnen von entsprechend kostümierten und geschminkten jungen Männern übernommen werden. Der Brauch stammt von Tiroler Steinmetzen, die Mitte des 17. Jahrhunderts in Herbstein arbeiteten und im Winter ihre (noch heute in Tirol teilweise praktizierten) Fastnachtstraditionen präsentierten. Daneben bevölkern auch uralte heidnische Gestalten die Herbsteiner „Foaselt“ (Fastnacht), wie der Strohbär und sein Treiber, der Storch und die Hebamme sowie das Siebpferdchen.[39] Die Rolle des Bajazz' steht jeweils am ersten Sonntag des Jahres zur Versteigerung an, also erst wenige Wochen vor Rosenmontag. An der Auktion dürfen alle männlichen Einwohner Herbsteins teilnehmen, sofern sie sich den Anforderungen der anstrengenden Bajazz-Rolle gewachsen fühlen.[40] Der Sieger der Auktion 2023 zahlte beispielsweise 6660 Euro.[41]

- Herbsteiner Schützenfest mit Schützenumzug an Pfingsten

## Wirtschaft und Infrastruktur

### Kur-Einrichtungen

#### Thermalquelle und VulkanTherme
Seit der Erbohrung einer 32,6° warmen, in 1000,05 m Tiefe befindlichen fluoridhaltigen Calcium-Natrium-Sulfat-Thermalquelle im Jahre 1976 richtete sich die Stadt zunehmend auf den Kurbetrieb aus.
1980 wurde das Thermal-Bewegungsbad, die heutige Vulkantherme, mit Kurmittelhaus eröffnet. Im Foyer befindet sich ein Trinkbrunnen, aus dem das Herbsteiner Heilwasser verkostet werden kann. Sauna und Bistrobetrieb mit Caféhaus-Terrasse kamen hinzu. Seit 2008 befindet sich auf dem Außengelände der Vulkantherme ein Reisemobilstellplatz. Ein Ärztezentrum mit Badearztpraxis wurde im Dezember 2012 eröffnet. Von der Vulkantherme aus besteht eine direkte Anbindung an die Wanderstrecken Felsentour Herbstein und Vulkanring Vogelsberg, an den Vulkanradweg sowie an die Terrainkurwege im Kurpark.

#### Kurpark
Der weitläufige Landschaftskurpark ist in die Wiesenlandschaft zwischen Vulkantherme und Haus des Gastes eingebettet und wird vom Eichhölzchesbach durchflossen, der auch den Kurparkteich speist. Im Norden grenzt der Park an das Waldgebiet rund um die Schalksbachteiche. Innerhalb des Kurparks befinden sich die Terrainkurwege, der Minigolfplatz, sowie eine Boule-Bahn. Die Parkanlage wurde durch Accessoires der Bundesgartenschau 1989 in Frankfurt möbliert, so z. B. durch Flüsterschalen und eine Riesenrutsche für Kinder.

#### Haus des Gastes mit Herbsteiner Lebensspirale
Das 1985 erbaute Haus des Gastes dient als Stadthalle für gesellige Anlässe. Es bietet Platz für ca. 300 Gäste, verfügt über Bühne, Kegelbahn, elektrische Orgel und ist barrierefrei zugänglich. Eine großzügige Außenanlage mit Pit-Pat-Spielmöglichkeit, Grillofen und Pavillon rundet das Angebot ab. Zurzeit wird das Haus nicht ständig bewirtschaftet. Vor dem Haus des Gastes befindet sich die Herbsteiner Lebensspirale, ein Meditationsweg, der von einem Wasserlauf begleitet wird. Dieser symbolisiert den menschlichen Lebenslauf und regt an, über die Erfahrungen, die man typischerweise in den einzelnen Lebensabschnitten macht, zu reflektieren. Diese Außenanlage ist barrierefrei zugänglich. Ein Eintritt wird nicht erhoben.

#### Barrierefreie Altstadt
Die verkehrsberuhigte Zone zwischen evangelischer Kirche, Marktplatz, Jakobusbrunnen, Fastnachts- und Statt-Museum und Stadtpfarrkirche St. Jakobus ist barrierefrei. Für Menschen mit Mobilitätseinschränkungen bietet die Kurverwaltung Herbstein „barrierefreie Stadtführungen im Sitzen“ an. Dazu werden an touristisch interessanten Stellen im engeren Stadtzentrum Sitzgelegenheiten aufgestellt; die Gehdistanz beträgt nur wenige 50 Meter und das Gehtempo ist sehr langsam. Die Führung wird individuell an die jeweiligen Mobilitätserfordernisse der Menschen angepasst, die Gehhilfen, wie Spazierstock, Rollator und Rollstuhl mit sich führen.

#### Vulkanradweg
Der Vulkanradweg führt in weitem Bogen um Herbstein herum. Er befindet sich auf der Trasse der ehemaligen Oberwaldbahn. Seit 2010 ist dieser Radweg Teil des Bahnradwegs Hessen. Zwischen Anfang Mai und Ende Oktober verkehrt radwegparallel der Fahrradbus Vulkanexpress an Samstagen, Sonn- und Feiertagen.

#### Wanderweg Felsentour Herbstein
Der zertifizierte Rundwanderweg Felsentour Herbstein ist 19 km lang und mit dem grünroten Vulkansymbol markiert. Er startet und endet ab der VulkanTherme Herbstein oder ab dem Kolping Feriendorf Herbstein. Er führt durch flachwelliges Terrain, durch Wälder und Wiesen, sowie vorbei an markanten Felsformationenen des Vulkanismus im Vogelsberg, wie der Felsenruhe bei Herbstein sowie Burgfrieden und Diebstein bei Lanzenhain.

### Tourismuspreise
2011 wurde die Kurbetriebsgesellschaft Herbstein GmbH für ihr Angebot „barrierefreier Stadtführungen im Sitzen“ mit dem Hessischen Tourismuspreis in der Kategorie „nachhaltige Tourismuskonzepte“ ausgezeichnet. Zwei Jahre später kam die Kurverwaltung Herbstein in der Kategorie „Touristische Marketingideen und Konzepte“ erneut unter die letzten vier Bewerber des von einer Fachjury durchgeführten Auswahlverfahrens für den Hessischen Tourismuspreis 2013. Nominiert wurde ihr Angebot „Wanderfahrten mit öffentlichen Verkehrsmitteln und einem Werbeblock mittendrin“.

### Verkehr
Herbstein lag an der Oberwaldbahn von Stockheim nach Lauterbach (Hess), die stillgelegt ist.
Es verkehren Busse nach Gedern bzw. Lauterbach (Hess) sowie nach Altenschlirf über Rixfeld.
Herbstein liegt an der B 275 (Lauterbach (Hess)–Bad Schwalbach).

## Persönlichkeiten
- Eduard Bork (1833–1893), Jurist und Mitglied des Preußischen Abgeordnetenhauses, geboren in Altenschlirf
- Wilhelm Dersch (1877–1942), Historiker und Archivar
- Barbara Kalender (* 1958), Verlegerin, Buchgestalterin, Schriftstellerin, Bloggerin
- Michael Ruhl (* 1984), Staatssekretär (CDU), lebt in Herbstein